# Kolbovce
Kolbovce es un municipio del distrito de Stropkov en la región de Prešov, Eslovaquia, con una población estimada a final del año 2024 de 185 habitantes.
Se encuentra ubicado al noreste de la región, cerca del río Ondava (cuenca hidrográfica del río Tisza) y de la frontera con  Polonia.

## Demografía
| Año        | 1994 | 2004     | 2014     | 2024    |
| ---------- | ---- | -------- | -------- | ------- |
| Población  | 143  | 176      | 199      | 185     |
| Diferencia |      | +23,07 % | +13,06 % | −7,03 % |

| Año        | 2023 | 2024    |
| ---------- | ---- | ------- |
| Población  | 188  | 185     |
| Diferencia |      | −1,59 % |